# Focus (альбом Cynic)
Focus (МФА: [ˈfoʊkəs]; рус. «Фокус») — дебютный и в течение последующих 15 лет единственный студийный альбом американской метал-группы Cynic, вышедший 14 сентября 1993 года на лейбле Roadrunner Records. Альбом оказал заметное влияние на развитие прогрессивного метала. Американский онлайн-журнал Loudwire поместил альбом на 10-е место в топе-25 альбомов прогрессивного метала всех времён. Перезаписанная версия альбома была выпущена в 2004 году.

## Об альбоме
Музыканты Пол Масвидал и Шон Рейнерт двумя годами ранее участвовали в записи не менее важного для жанра альбома Human группы Death.

## Список композиций
| №                   | Название             | Длительность |
| ------------------- | -------------------- | ------------ |
| 1.                  | «Veil of Maya»       | 5:23         |
| 2.                  | «Celestial Voyage»   | 3:40         |
| 3.                  | «The Eagle Nature»   | 3:30         |
| 4.                  | «Sentiment»          | 4:23         |
| 5.                  | «I’m But a Wave to…» | 5:30         |
| 6.                  | «Uroboric Forms»     | 3:32         |
| 7.                  | «Textures»           | 4:42         |
| 8.                  | «How Could I»        | 5:29         |
| Общая длительность: | Общая длительность:  | 35:57        |

## Участники записи
- Пол Масвидал — вокал, гитара, гитарный синтезатор
- Шон Рейнерт — акустические и электро- ударные, клавишные
- Джейсон Гобел — гитара, гитарный синтезатор
- Шон Мэлоун — бас-гитара

Также присутствует:
- Тони Тигарден — вокал (гроулинг, Пол Масвидал не мог петь гроулингом на момент записи альбома, поэтому был приглашён Тони)